# Mala Kosanica
Mala Kosanica (cyr. Мала Косаница) – wieś w Serbii, w okręgu toplickim, w gminie Kuršumlija. W 2011 roku liczyła 99 mieszkańców.